# 事大党
事大黨，又称守舊黨，是朝鲜王朝末期亲清派朋黨，以趙寧夏與閔台鎬為首，反对现代化改革，主张與清廷保持傳統關係，属于亲中派。事大黨在1884年甲申政變到1894甲午戰爭是朝鲜政府中的主要势力。甲午戰爭中清廷失败，事大黨在朝鲜政府中就丧失了影响力。
事大黨这名是以金玉均为首開化黨對他們稱呼，開化黨提倡学习日本和西方的技术和制度，属于朝鲜中的亲日派。